# 한일단조공업
한일단조공업 주식회사는 대한민국의 자동차 및 방위산업 부품 기업으로, 본사는 충청북도 진천군 덕산면 습지길 87에 위치해 있다.
산업통상자원부로부터 자동차부품(단조품)국산화, 계열화, 전문공장으로 지정되었으며, 
자동차 부품인 액슬 샤프트와 155㎜ 포탄, 항공투하탄 등이 주력 제품으로 방위 산업의 핵심인 첨단 정밀 유도탄체를 비롯해 선박, 중장비, 항공부품 등을 생산·공급하고 있다.